# ハッサン・グレド・アプティドン
ハッサン・グレド・アプティドン（ソマリ語: Xasan Guuleed Abtidoon, アラビア語: حسن جولد أبتيدون, フランス語: Hassan Gouled Aptidon, 1916年10月15日 - 2006年11月21日）は、ジブチの政治家。同国の初代首相、及び初代大統領を務めた。なお、ムスリムの名前は、本人の名前、父の名前、祖父の名前から構成されるため、グレド、アプティドンはそれぞれ父、祖父の名前である。

## 生涯
イギリス領ソマリランドの小さな村ルガヤで生まれる。
1977年5月18日、フランス領アファル・イッサ最後の政府評議会議長（首相格）に就任。6月27日にアファル・イッサは独立してジブチとなり、そのまま同国の初代首相となり7月12日に退任した。また6月27日に同国の初代大統領にも就任し、1999年に甥のイスマイル・オマル・ゲレに大統領職を譲った。
任期中、阪神・淡路大震災に対して日本赤十字社および兵庫県に合計1万ドルのポケットマネーを義捐金として送っている。
2006年11月21日、90歳で死去。

## 大統領職

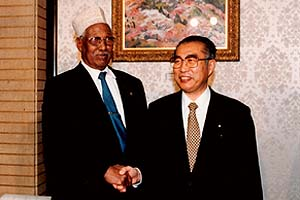
1998年の来日時、内閣総理大臣官邸にて小渕恵三と

1981年、グレドは自身の政党である進歩人民連合の一党独裁としたが、ジブチ内戦を始めとする諸問題に対処できず、1992年6月、11年ぶりに多党制導入を再度行った。1990年代にはグレドの病気による衰弱も目立ち、1990年代は甥のゲレへの権力世襲が矢継ぎ早に進んだ。
| 公職                                                   | 公職                                                                          | 公職                            |
| ------------------------------------------------------ | ----------------------------------------------------------------------------- | ------------------------------- |
| 新設                                                   | ジブチ共和国大統領 初代：1977年6月27日 – 1999年5月8日                         | 次代 イスマイル・オマル・ゲレ   |
| 先代 自身 （フランス領アファル・イッサ政府評議会議長） | ジブチ共和国首相 初代：1977年6月27日 – 1977年7月12日                          | 次代 アハメド・ディニ・アハメド |
| 先代 アブドゥッラー・モハメド・カミール                | フランス領アファル・イッサ政府評議会議長 第3代：1977年5月18日 – 1977年6月27日 | 次代 自身 （ジブチ共和国首相）  |
| 先代 マフムード・ハルビ                                | フランス領ソマリランド政府評議会副議長 第2代：1958年12月8日 – 1959年4月12日   | 次代 アハメド・ディニ・アハメド |